# Шевченко (Ростовська область)
Шевченко — хутір у Октябрському районі Ростовської області.
Входить до складу Алексєєвського сільського поселення.
Населення — 322 особи (2010 рік).

## Географія
Хутір Шевченко положено над річкою Малий Несвітай.

### Вулиці
- вул. Зарічна,
- вул. Підгірна,
- вул. Північна,
- вул. Степова,
- вул. Суворова.

## Демографія
Згідно з переписом населення 2002 року на хуторі проживало 334 жителі, а в 2010 році їх кількість зменшилась на 3,1 % — до 324.